# تيمبيو مالاتيستيانو

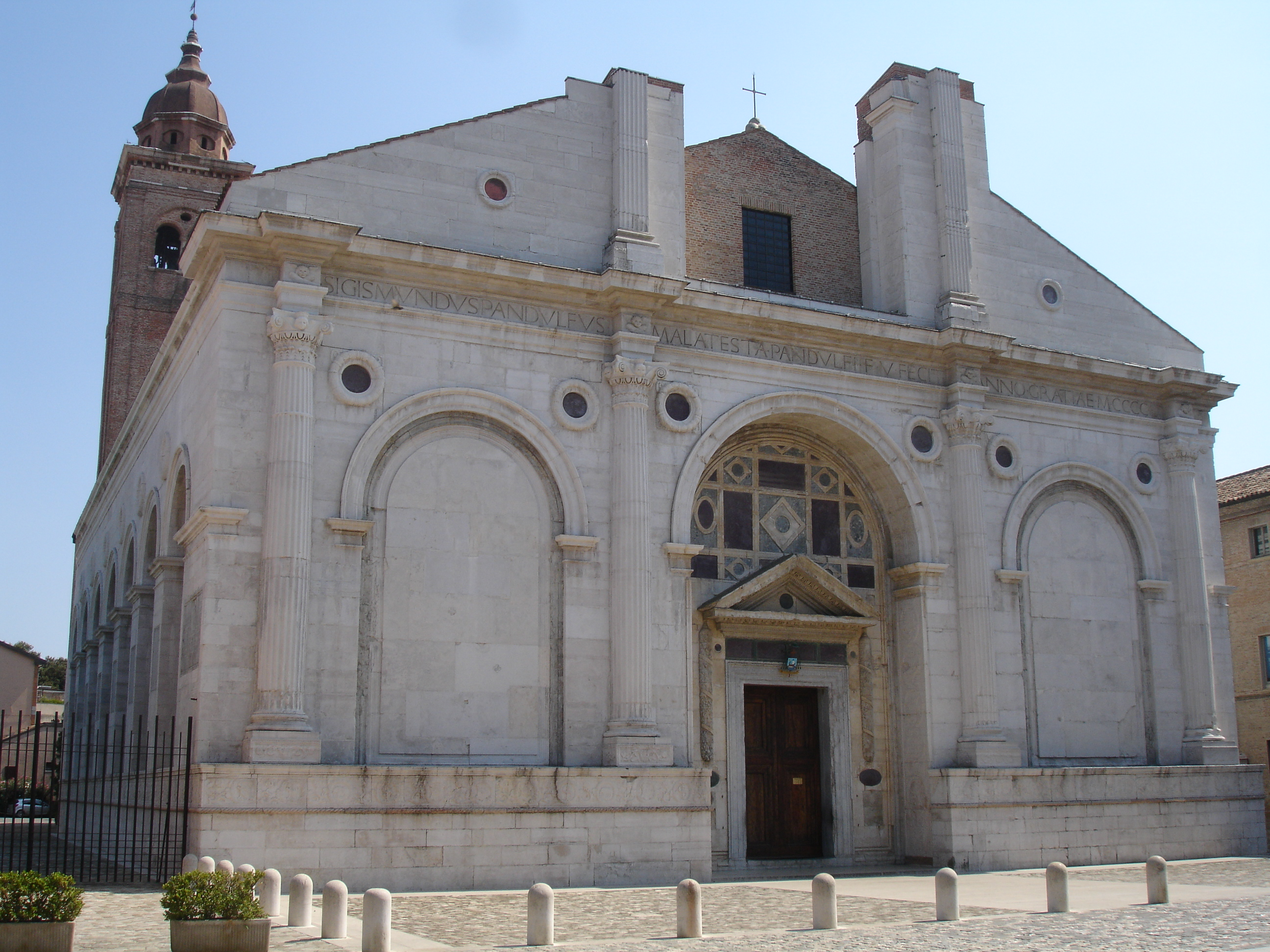
الواجهة.

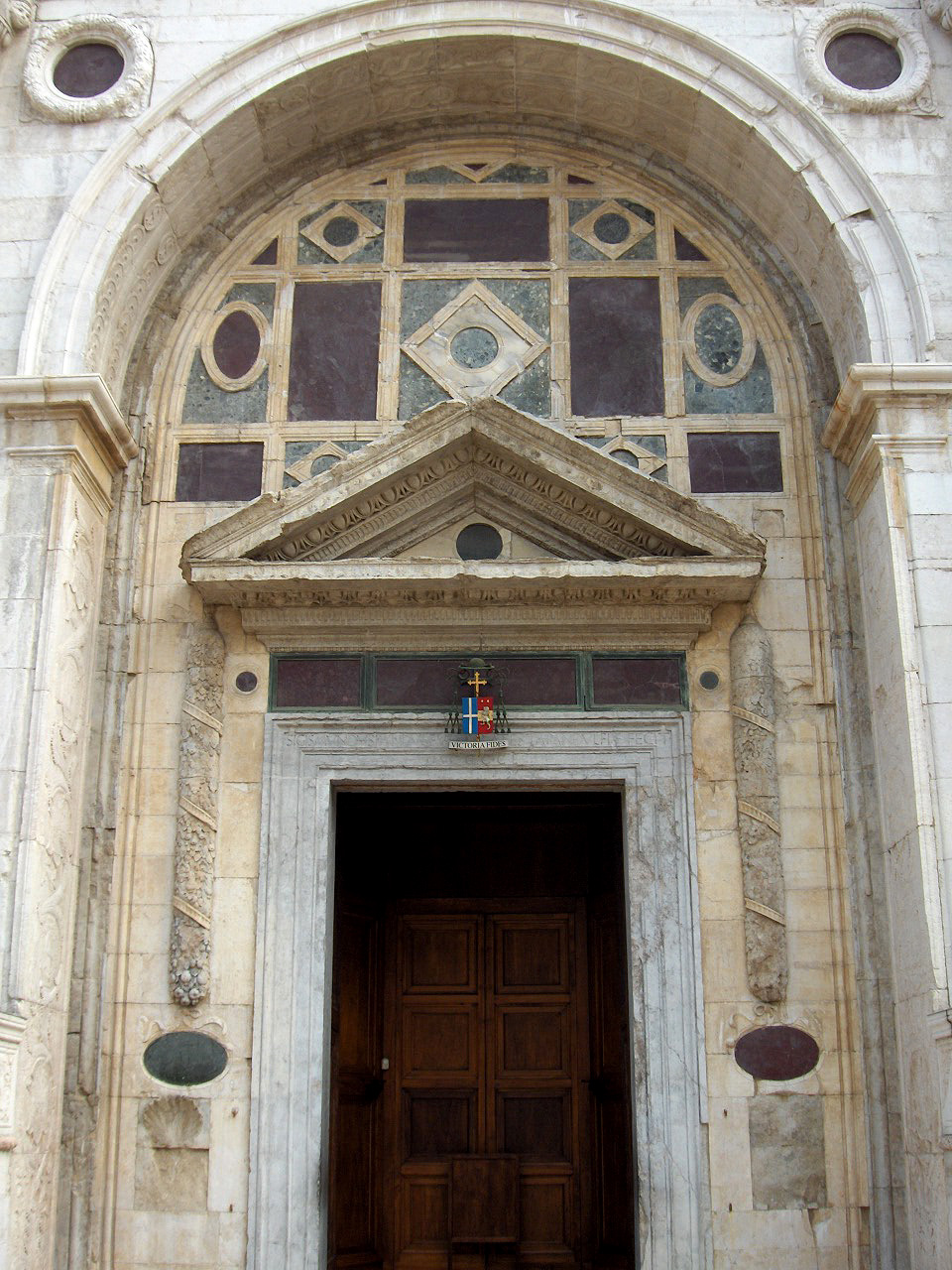
المدخل من تصميم ألبرتي.

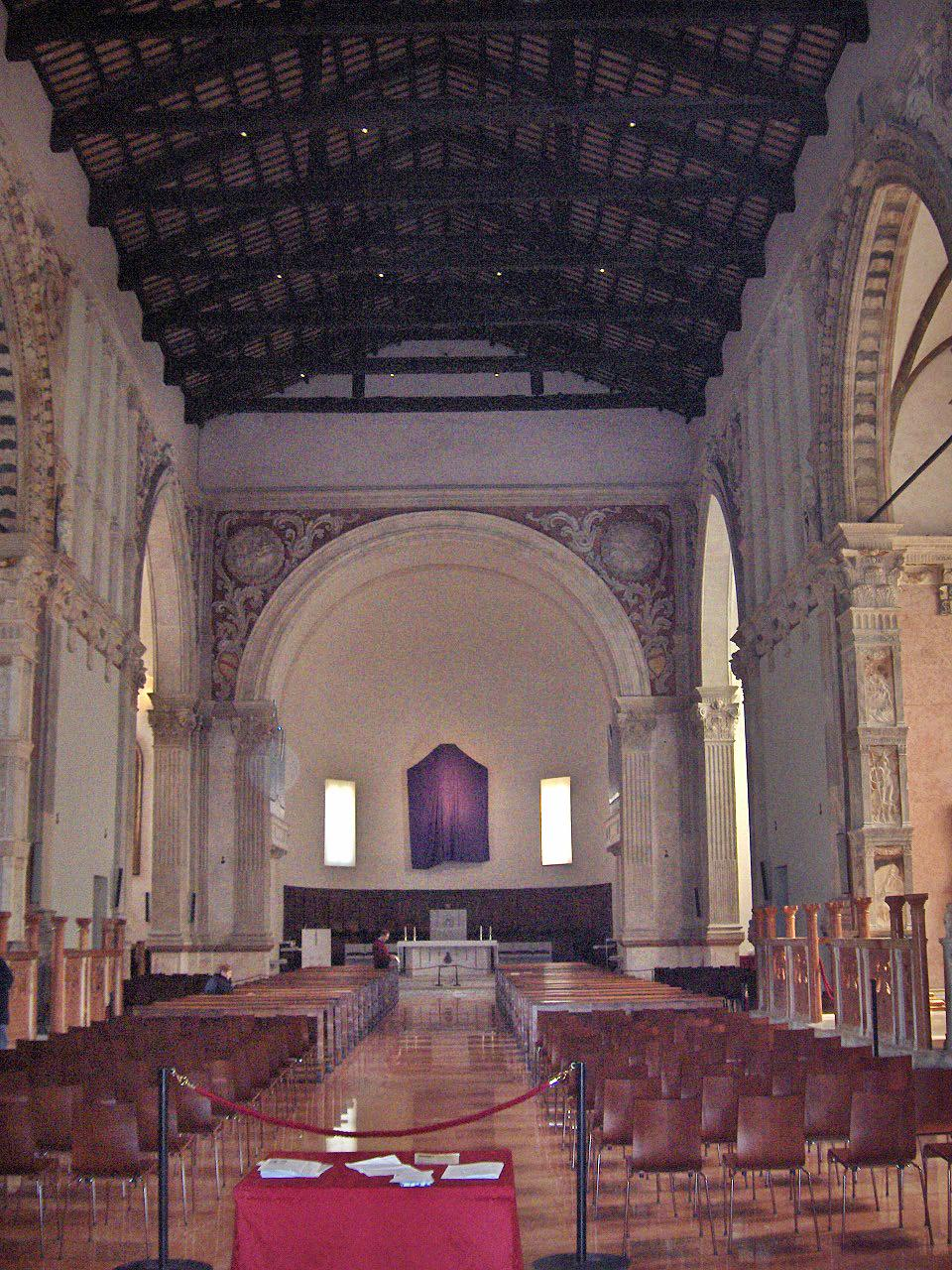
من داخلها.

تيمبيو مالاتيستيانو (بالإيطالية: Tempio Malatestiano)‏ أو معبد مالاتيستا هي كنيسة كاتدرائية في ريميني في إيطاليا. تسمى رسمياً تيمناً بسانت فرنسيس، لكنها تعرف شعبياً تيمناً باسم سيجيسموندو باندولفو مالاتيستا الذي كلف إعادة إعمارها للمعماري ليون باتيستا ألبيرتي الشهير من عصر النهضة حوالي 1450.

## أعلام
- سيجيسموندو باندولفو مالاتيستا
- مالاتيستا دا فيروكيو